# サム・テイラー
サム・テイラー（Sam Taylor、1916年7月12日 - 1990年10月5日）は、1960年代から1980年代にかけて当時のヒット曲を取り上げて、日本でも人気を得ていたアメリカのテナー・サックス奏者である。サム・ザ・マン・テイラーと呼ばれる場合もある。「ハーレム・ノクターン」で知られている。

## 来歴
1916年　アメリカ・テネシー州に生まれる。
1950年代に「ハーレム・ノクターン」で有名になったテイラーは、その後来日し歌謡曲・演歌やブルース、R&B、ポップスの録音を多数残した。ニックネームは「ムード・テナーの帝王」。
1989年頃から体調を崩し、病気療養中は演奏活動を休止した。1990年、肝臓癌のため死去した。満74歳没。

## エピソード
日本のクラリネット奏者である北村英治と共演している。サムが希望した北村のクラリネットは、サム・テイラーのファンである落語家、柳家小三治の手に渡った。
1974年12月31日放送の『第25回NHK紅白歌合戦』にゲスト出演し、にしきのあきら「花の唄」の伴奏を担当した。また、1978年10月2日放送『夜のヒットスタジオ』にゲスト出演し、都はるみの曲「なんで女に」に合わせサックスを演奏した。

## ディスコグラフィ
- Blue Mist (MGM), 1955
- Music with The Big Beat (MGM), 1956
- Rockin' Sax and Rollin' Organ (with Dick Hyman) (MGM), 1957
- Jazz for Commuters (MetroJazz Records), 1958
- More Blue Mist (MGM), 1959
- Mist of the Orient (MGM), 1962
- The Bad and The Beautiful (Moodsville), 1962
- Misty Mood (Decca), 1962
- It's a Blue World (Decca), 1963
- Watermelon Man (with Frank Hunter and the Huntsmen) (Epic), 1963
- Somewhere in the Night (Decca), 1964
- A Musical Portrait of Ray Charles (with Leroy Holmes and his Orchestra) (MGM)
- Koga Melodies - Best Collection (Pony Canyon), c. 1970
- 歌謡ブルース
- 影を慕いて(1969年10月1日) ／ 影を慕いて
- 花と涙(1969年12月10日) ／ 森進一『花と涙』
- 25時のサム・テイラー(1970年4月10日)
- 命預けます(1970年10月10日） ／ 藤圭子『命預けます』
- 望郷/知床旅情(1971年3月20日) ／ 森進一『望郷』・加藤登紀子『知床旅情』
- わたしの城下町/火の女(1971年11月10日) ／ 小柳ルミ子「わたしの城下町」・森進一『火の女』